# Kawamata Kengo
Kawamata Kengo (sinh ngày 14 tháng 10 năm 1989) là một cầu thủ bóng đá người Nhật Bản.

## Đội tuyển bóng đá quốc gia Nhật Bản
Kawamata Kengo thi đấu cho đội tuyển bóng đá quốc gia Nhật Bản từ năm 2015.

## Thống kê sự nghiệp
| Đội tuyển bóng đá Nhật Bản | Đội tuyển bóng đá Nhật Bản | Đội tuyển bóng đá Nhật Bản |
| Năm                        | Trận                       | Bàn                        |
| -------------------------- | -------------------------- | -------------------------- |
| 2015                       | 5                          | 1                          |
| 2018                       | 4                          | 1                          |
| Tổng cộng                  | 9                          | 1                          |